# Juan de Mesa
Juan de Mesa y Velasco (Còrdova, 26 de juny de 1583 – Sevilla, 26 de novembre de 1627) fou un escultor barroc andalús. Fou deixeble de Juan Martínez Montañés i, de fet, el seu mestre l'eclipsà durant molt de temps i les seves obres foren atribuïdes constantment a Montañés. No fou fins al 1882 que José Bermejo y Carballo li atribuí una primera obra: el Crist de la Misericòrdia del convent de Santa Isabel. D'aleshores ençà li van atribuir altres escultures entre les quals destaquen obres com el Jesús del Gran Poder.

## Biografia
Es tenen poques dades sobre els primers anys de Juan de Mesa. Se sap que nasqué a Còrdova, fill de Juan de Mesa i Catalina de Velasco i hi fou batejat a la parròquia de Sant Pere el 26 de juny de 1583. La propera informació de la vida de Juan de Mesa no la trobem fins al cap de vint anys, quan el seu avi pintor, Pedro de Mesa, el posa com a aprenent de l'escultor Francisco de Uceda el 1603. Tot i això, les dates no acaben de quadrar, ja que en aquest document s'indica que l'aprenent només tenia onze anys i, per tant, hauria d'haver nascut el 1592. Després d'això, no se'n tenen notícies fins al juny de 1606, quan es traslladà a Sevilla i ingressà al taller del llavors ja famós escultor Juan Martínez Montañés, amb qui va signar un contracte d'aprenentatge de quatre anys. Sevilla en aquell moment era una gran metròpoli comercial, ja que era port d'Índies (tenia el monopoli comercial amb Amèrica), i això en va fer un dels centres artístics més actius de l'Europa del moment, a més, Montañés n'era el millor escultor.
En el moment de començar a treballar amb Montañés a Sevilla, Juan de Mesa ja tenia vint-i-tres anys, una edat molt avançada per començar una formació professional. Això ha fet pensar que l'escultor ja havia tingut formació prèvia per part del seu pare i el seu avi, tots dos pintors, i per altres artistes com Francisco de Uceda, si s'accepta com a vàlida la prova documental esmentada anteriorment. El 1610 acabà el seu contracte d'aprenent de Montañés. No obstant això la seva primera obra documentada no la trobem fins al 1615 (Sant Josep amb l'Infant), quan se sap que Mesa ja disposava de taller propi a la parròquia de Sant Martí i treballava per al seu compte. Es desconeix a què es va dedicar durant aquest temps, segurament va haver de passar l'examen del gremi de fusters per obtenir el títol de mestre escultor, títol que li permetria rebre encàrrecs propis. Tot i això, no s'ha conservat la carta del seu examen per acreditar la seva suficiència en escultura. Es va casar amb María de Flores, l'11 de novembre de 1613.
A Sevilla crea el millor de la seva valuosa producció artística, en una vida professional intensa però curta, d'aproximadament dotze anys. Les obres foren trencadores per llur força expressiva i per trencar amb el classicisme del seu mestre, Montañés. Destaca pel pathos i la tensió emotiva que queda clarament reprsentada en una de les seves obres més representatives: el Jesús del Gran Poder, conegut popularment com «el Señor de Sevilla». Per tot això, autors com Heliodoro Sancho Corbacho l'anomenà «el imaginero del dolor». Finalment, Mesa va morir a Sevilla el 26 de novembre de 1627, amb quaranta-quatre anys, víctima de la tuberculosi. Fou enterrat a l'església de Sant Martí de Sevilla, segons el testimoni d'una làpida commemorativa a l'exterior del mur lateral de l'església, que fou col·locada a instàncies de la ciutat i l'Academia de Buenas Letras de Sevilla, l'any 1937.

## Activitat artística

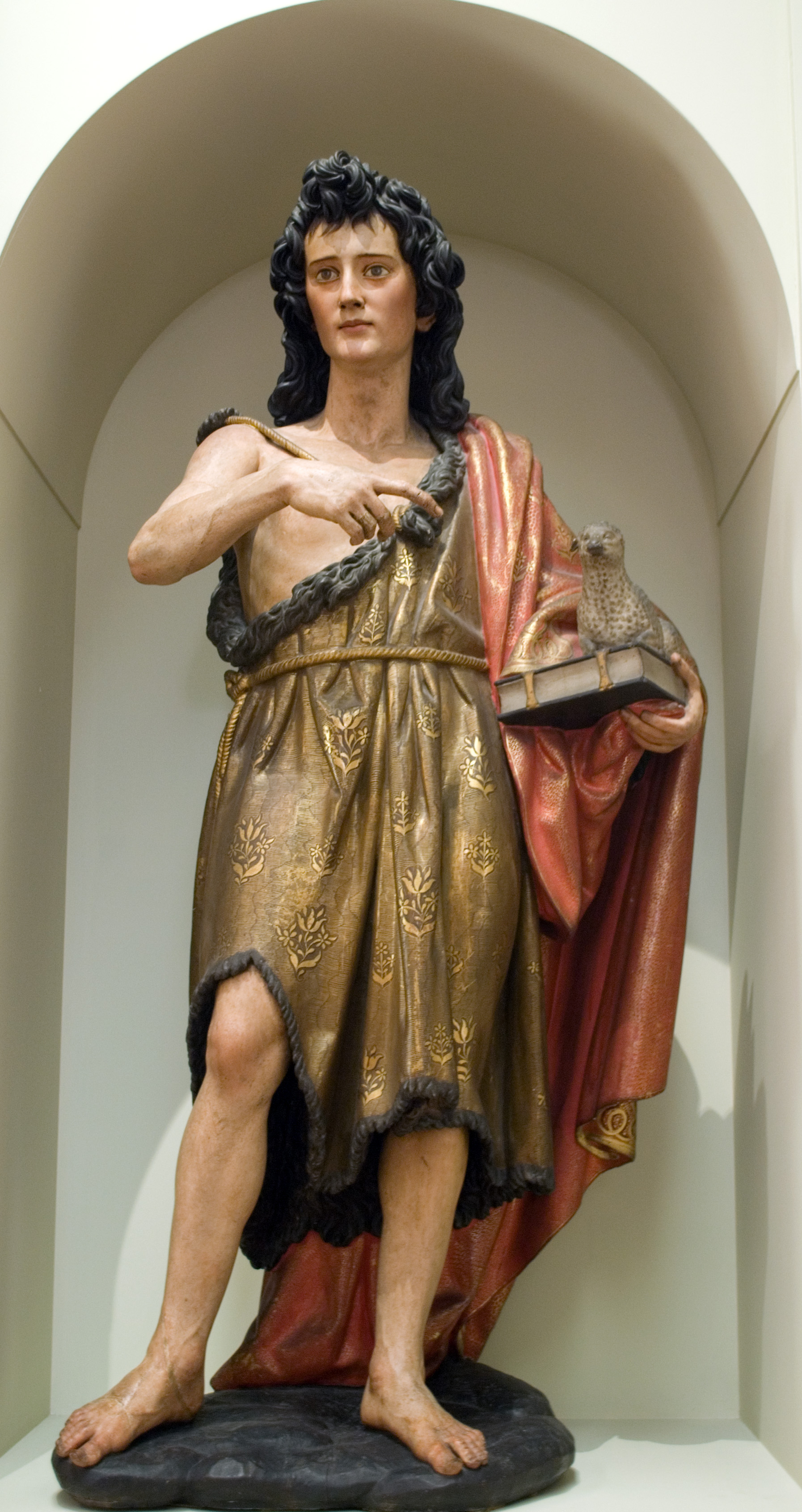
Juan de Mesa: Sant Joan Baptista (1623). Museu de Belles Arts de Sevilla.

L'obra documentada de Juan de Mesa com a escultor independent comença el 1615 amb l'escultura de Sant Josep amb l'Infant, obra concertada per fra Alonso de la Concepción per realitzar-la blanc —sense estofar ni encarnar—, ja que la policromia es va afegir al segle xviii, per a l'Església de Santa Maria la Blanca (Fuentes de Andalucía). Després d'algunes obres menors, comença i es consolida la seva etapa més important com a gran imaginero, que va de 1618 a 1623. La sèrie comença amb el Crist de l'Amor, el primer d'un total de deu crucificats que va fer, i que havia començat el maig de 1618 i acabat al juny de 1620. És una imatge d'1,81 m d'alçada feta per a la Confraria del mateix nom que radica a l'església del Salvador de Sevilla. Se'l contractà fent constar en escriptura notarial que la faria «Por mi persona sin que en ella pueda entrar oficial alguno…».
L'any 1618 fa el retaule de l'altar major de l'Hospital de Sant Bernat, denominat popularment De los Viejos (avui desaparegut) i l'any següent la imatge del Cristo del Buen Ladrón de la Confraria de la Conversión del Buen Ladrón, més coneguda com a Monserrat, de la capella homònima, també de Sevilla. Amb aquesta obra de cert barroquisme comença les seves creacions de caràcter realista. Es tracta d'un Crist d'1,92 metres d'alçada que a través del clarobscur i l'accentuació del pathos s'allunya de l'obra del seu mestre Martínez Montañés.
El 1620 fa el Cristo de la Buena Muerte, creat per a una Germandat de Sacerdotes ubicada a la Casa Profesa de la Companyia de Jesús a l'església de l'Anunciació. Actualment és titular de la Germandat dels Esudiants, que es troba a la capella de la Universitat de Sevilla, situada al carrer San Fernando. En aquest mateix any, 1620, Mesa fa una de les seves obres més coneguda, el Jesús del Gran Poder, una imatge de Jesús amb la creu a sobre, per a la Germandat sevillana del Gran Poder, avui convertit en símbol de la ciutat. Obra d'un marcat barroquisme, reflecteix les seqüeles del patiment humà en un rostre que apareix com a envellit pels danys patits. Durant el 1620 també va dur a terme la imatge del Sant Joan Evangelista per a la mateixa Germandat; ambdues imatges es veneren a la Basílica del Gran Poder, al costat de l'església de Sant Llorenç.
Una altra de les seves obres més significatives es troba a la Rambla (Còrdova), coneguda com a Jesús El Natzarè (1622). És una talla d'1,92 metres, on es representa Jesús amb la creu a sobre, a punt de caure. És una escultura exempta amb una perfecció tècnica molt notòria. Des de la seva arribada a la Rambla l'any 1622 roman a l'església de l'Esperit Sant. El 1622 rebé l'encàrrec del bergarès Juan Pérez d'Irazábal, comptador del rei, per esculpir un crucificat, l'obra del Sant Crist de l'Agonia, que es conserva a l'església parroquial de Sant Pere d'Ariznoa a Bergara (Guipúscoa), que constitueix segons el professor Hernández Díaz, una de les obres més destacades de l'escultor. És en aquesta parròquia des de 1626

El 1623 realitza el Crist de la Misericòrdia per al convent de Santa Isabel a Sevilla i també, per encàrrec del canonge Diego de Fontiveros, un altre crucificat també conegut com a Crist de la Misericòrdia, destinat a la Col·legiata d'Osuna. El 1624 talla un Crist crucificat per a la Companyia de Jesús, que es troba a l'església de Sant Pere de Lima, així com un altre Crucificat per a la Germandat de Vera Cruz de Las Cabezas de San Juan. Aquest es considerava una talla anònima, però un pergamí amagat en un cofre a l'esquena de la imatge en permeté conèixer l'autor. Durant els seus últims anys (cap a 1626–1627) tallà el Sant Ramon Nonnat que durà a terme per al convent de la Mercè Descalça de Sevilla, conservat actualment al Museu de Belles Arts de la ciutat i durant l'any mateix de la seva mort, 1627, tallar un grup per a l'església de sant Agustí de Còrdova, conegut com a Verge de les Angoixes. 

Obra de Juan de Mesa
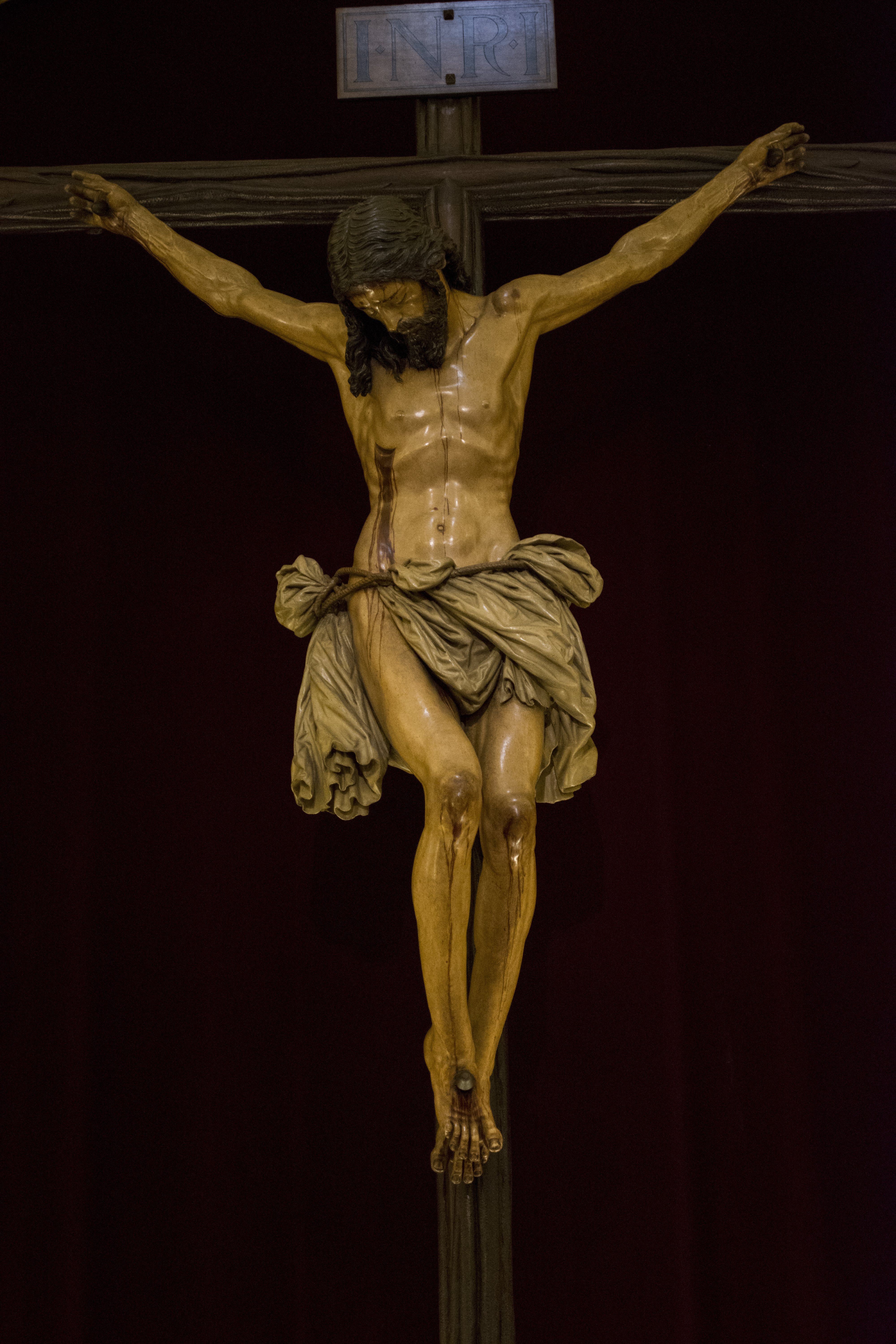
Crist de la Bona Mort, Capella de la Universitat (Sevilla)
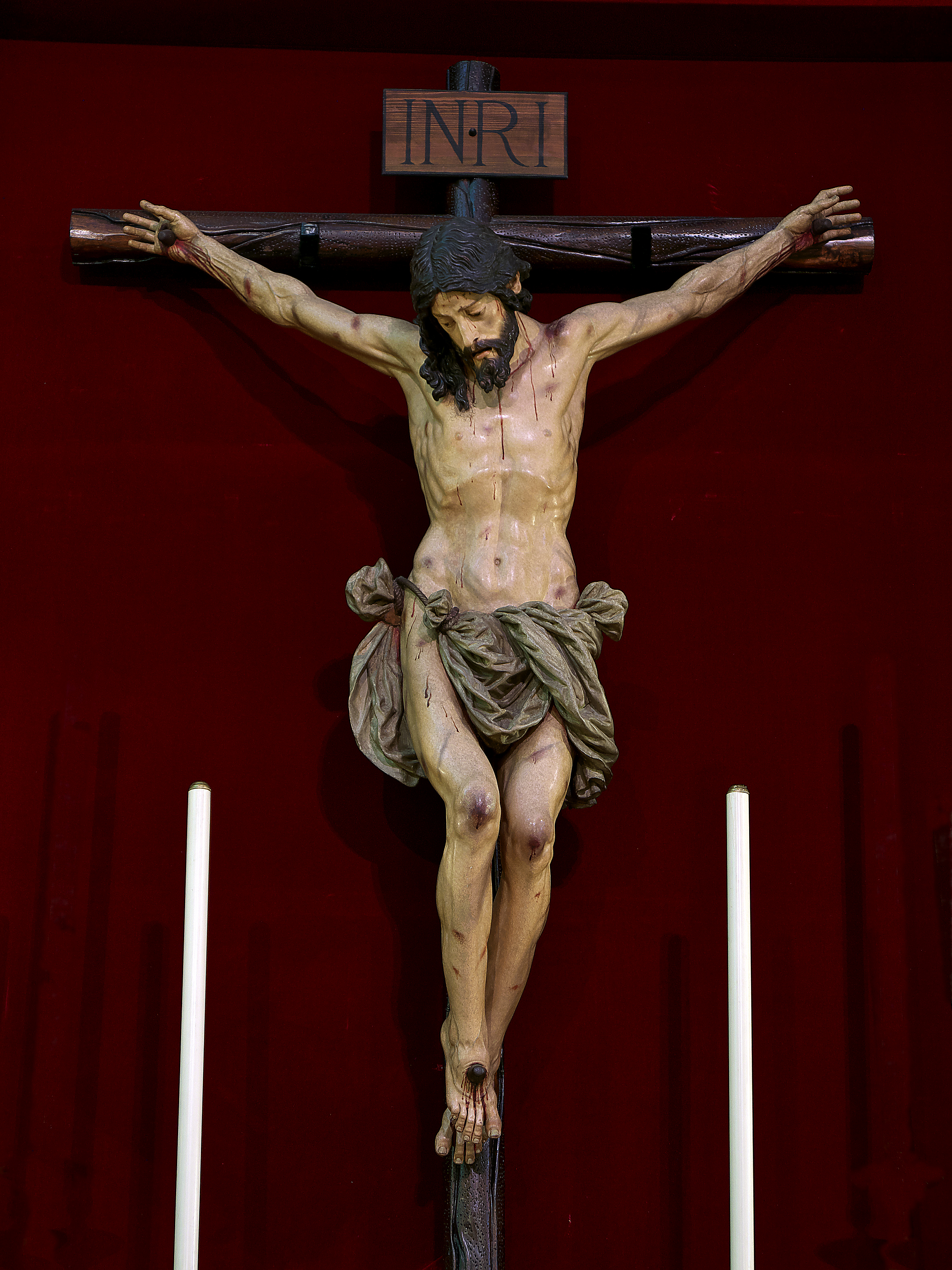
Crist de la Misericòrdia, Convent de Santa Isabel
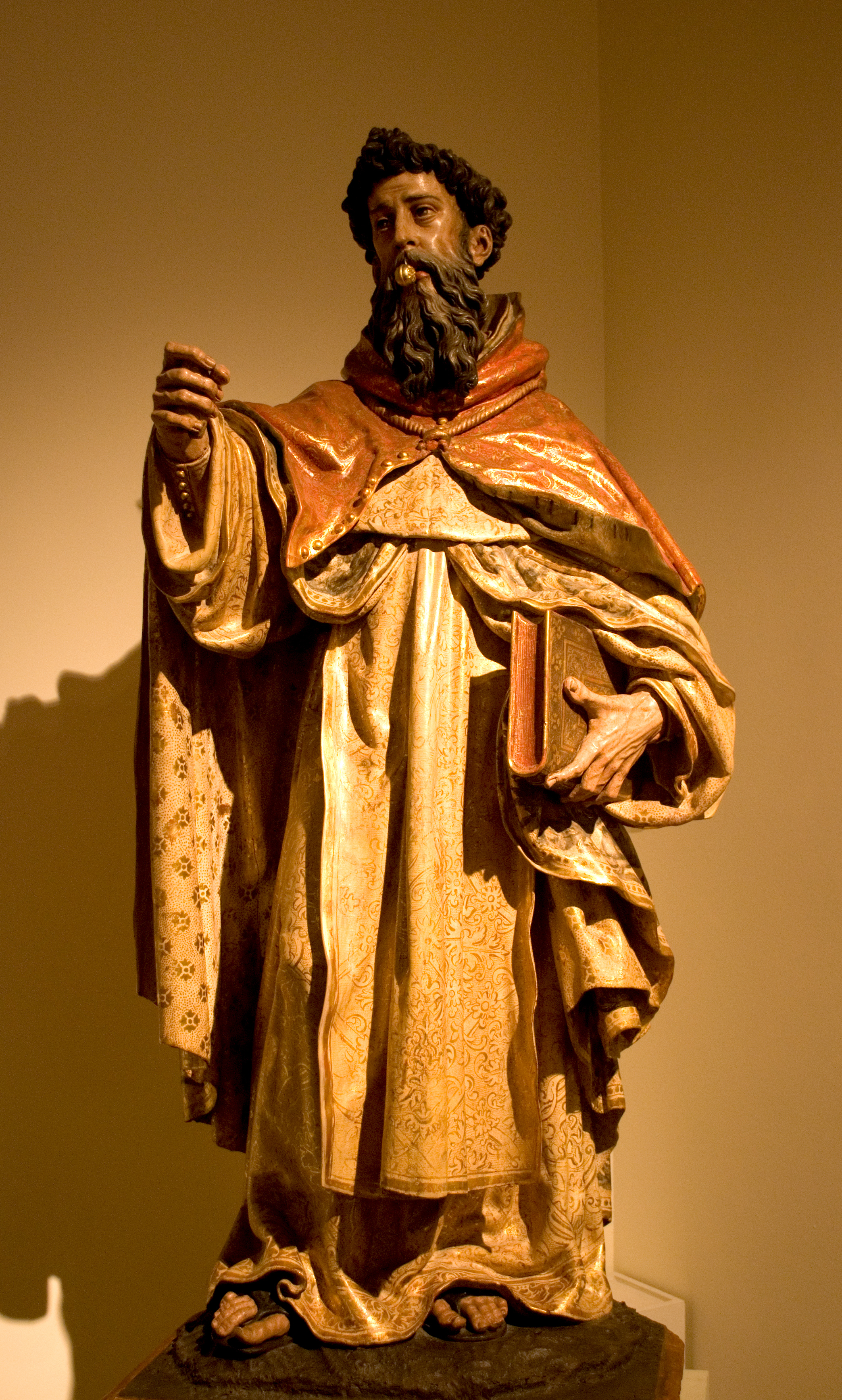
Sant Ramon Nonat
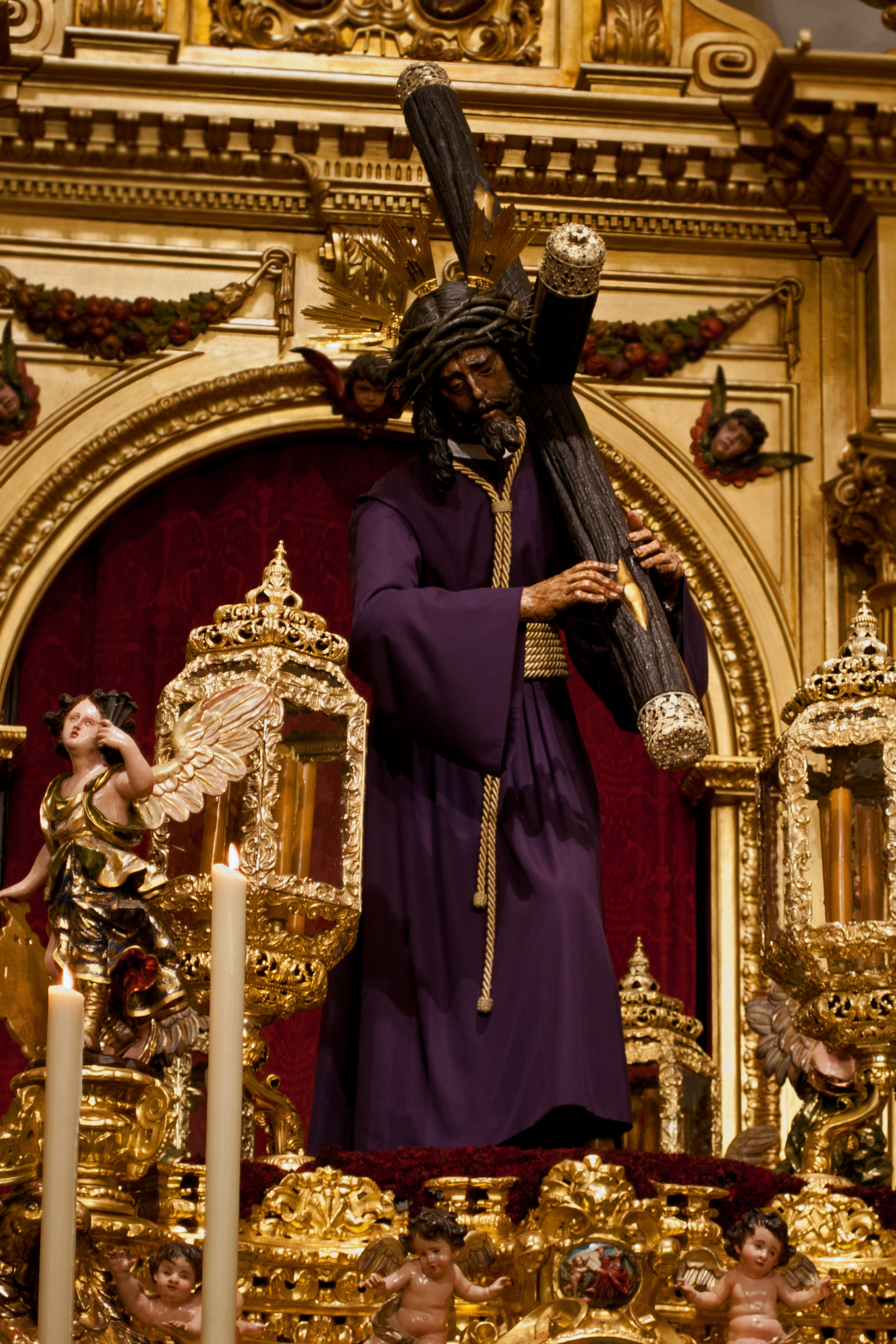
Jesús del Gran poder
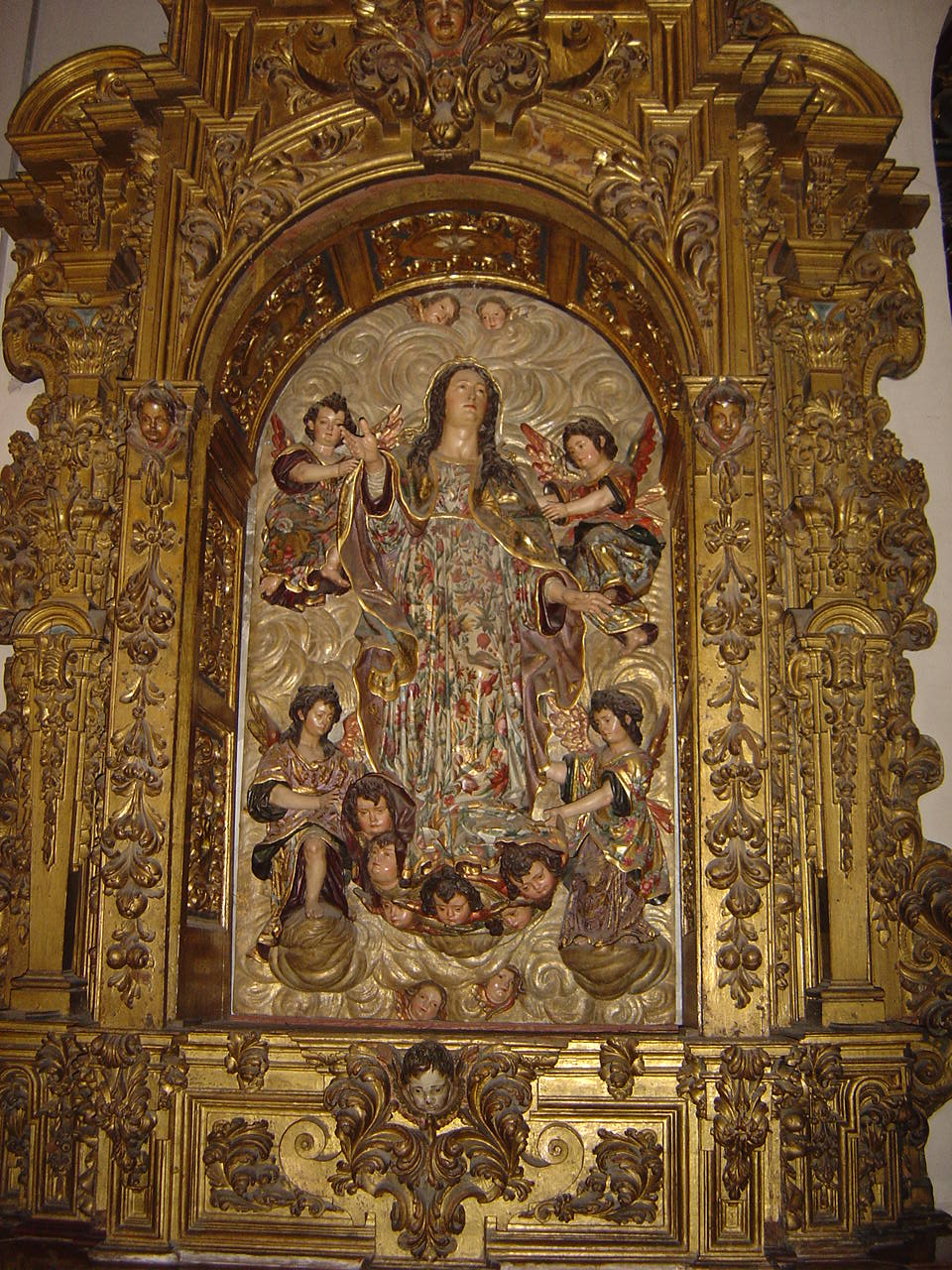
L'Assumpció de la Verge, església de Santa Maria Magdalena (Sevilla)
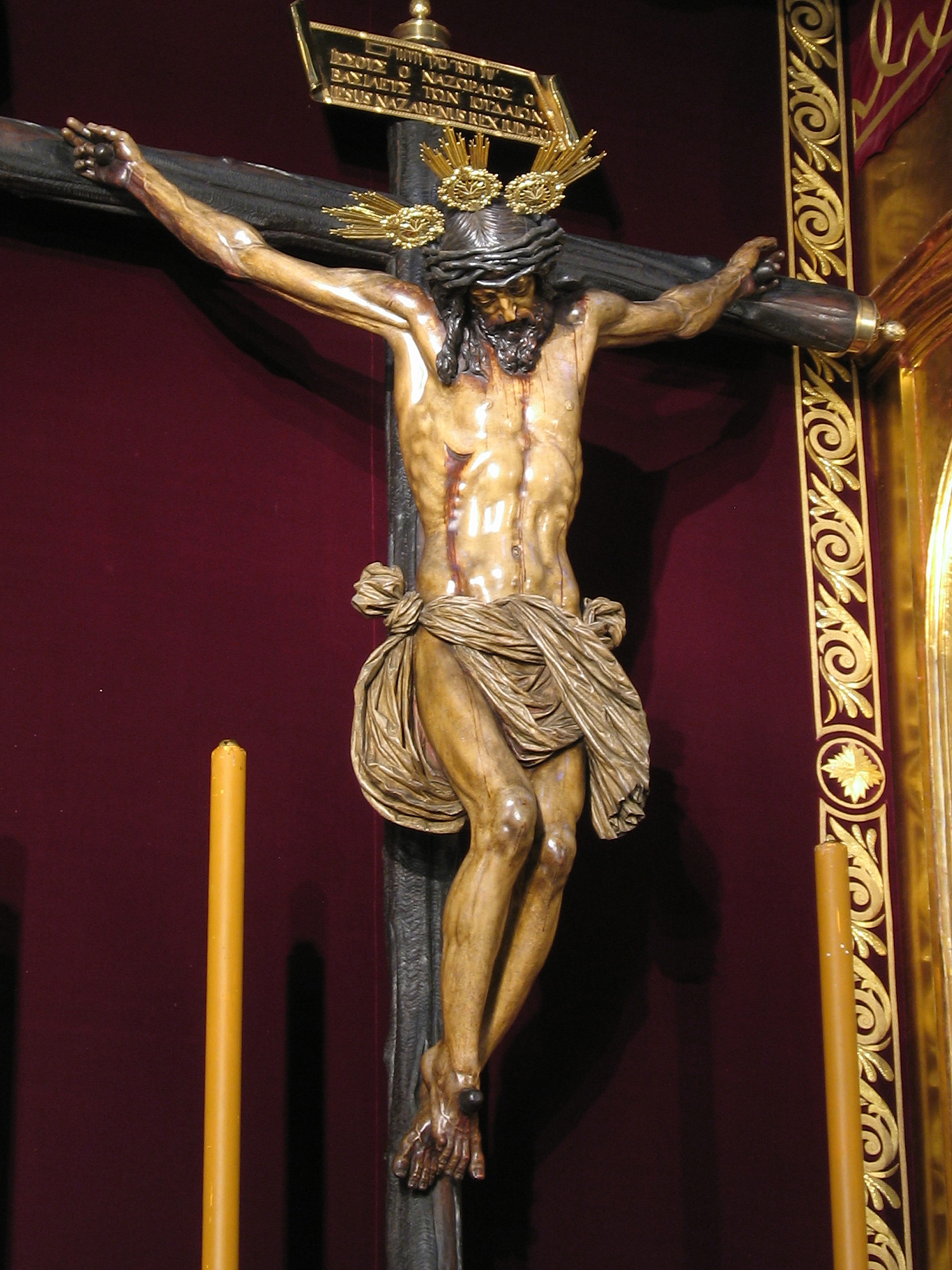
Crist de l'Amor, Església del Salvador
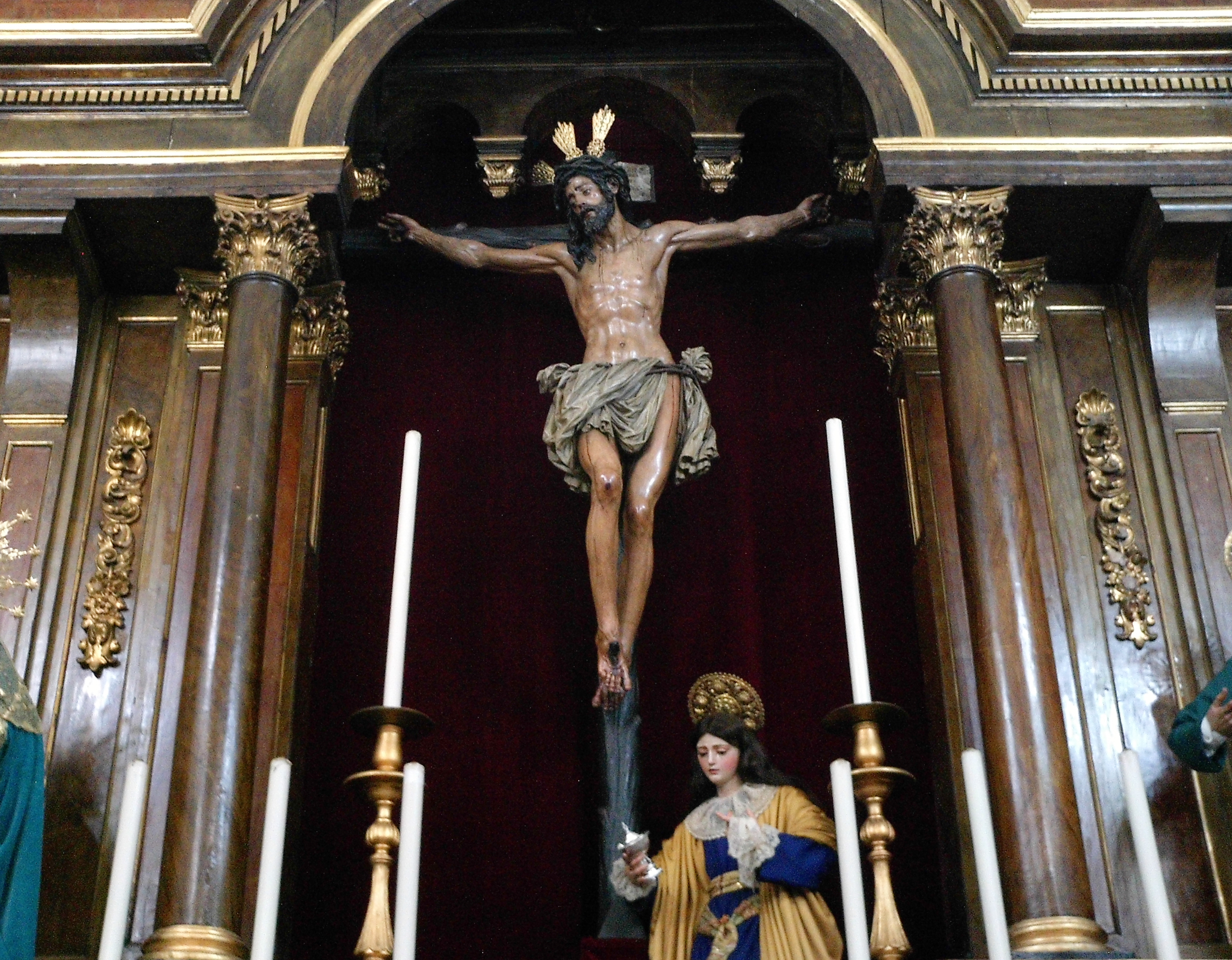
Crist de la Conversió (Germandat de Montserrat, Sevilla)

### Altres obres

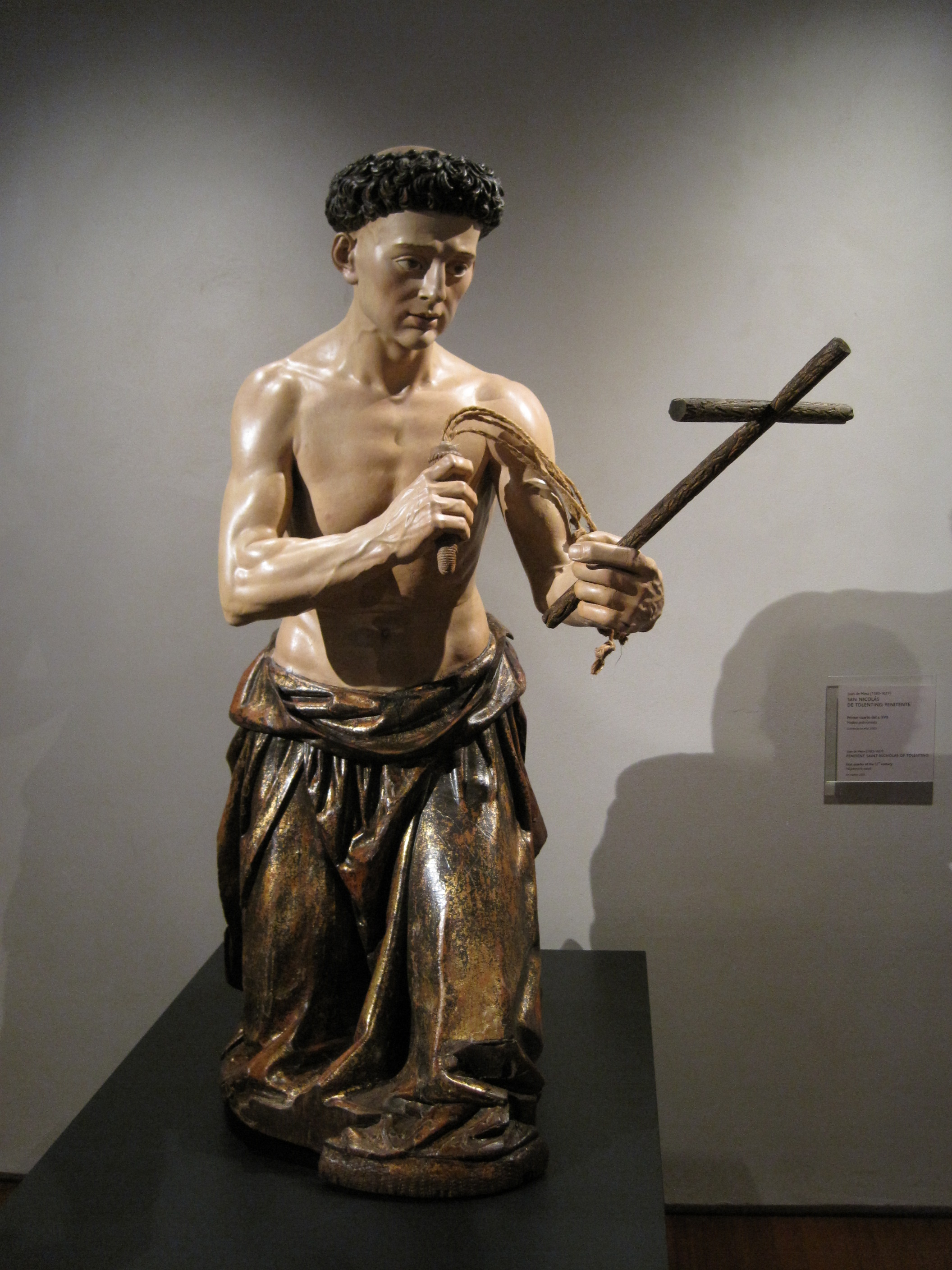
Juan de Mesa: Sant Nicolau de Tolentino. Museu Nacional d'Escultura, Valladolid.

Altres obres de Juan de Mesa, algunes de les quals atribuïdes, són:
- Crist jacent de la Germandat del Sant Enterrament, que es venera a l'església de Sant Gregori de Sevilla.
- Verge de la Vall de la germandat del mateix nom que resideix a l'església de l'Anunciació de Sevilla.
- Verge de la Victòria, cotitular de la Germandat de les Cigarreres de Sevilla.
- Crist de la Veracreu, a Las Cabezas de San Juan, Sevilla. Aquesta imatge es venera a l'església de Sant Joan Baptista.
- Crist crucificat, al presbiteri de la Catedral de l'Almudena, Madrid. Prové de la Col·legiata de sant Isidre de la mateixa ciutat.
- Sant Nicolau de Tolentino en penitència. Museu Nacional d'Escultura, Valladolid.
- La nostra Senyora de les Angoixes Coronada. Obra datada i signada, contractada pel pare provincial dels pares agustins fra Pedro Suárez de Góngora. Cobrada a compte 500 reals sobre el preu de taxació final, li quedaven tres dies de treball, com escrigué al testament, i quedà inacabada després de la seva mort.

Moltes de les seves escultures van ser atribuïdes durant molt de temps al seu mestre, Martínez Montañés. El treball de Juan de Mesa sembla dedicat gairebé en exclusivitat a les imatges que surten en processó per Setmana Santa, no obstant això, compta amb nombroses imatges de verges glorioses i multitud de sants de grandíssima qualitat repartits per tota l'Andalusia occidental, molts d'ells identificats recentment i la llista de la seva obra no para de créixer. El realisme de la seva obra respon a un procés en què feu estudis i observacions de figures humanes reals vives i mortes, que li van permetre aprendre a plasmar aquestes anatomies a les seves obres de forma realista, amb una sensibilitat que acosta a la imatgeria castellana, més donada al dramatisme.
Les seves imatges de sants, com el Sant Joan procedent de la Cartoixa de Santa María de las Cuevas (1624) o el Sant Ramon dels Mercedaris de Senyor Sant Josep (1626), tots dos al Museu de Belles Arts de Sevilla, mantenen personals característiques al llarg de la seva carrera. Malgrat que aquesta no es produeix mitjançant un recorregut lineal i uniforme, sinó dividida en cicles de gran activitat separats per períodes de silenci, com observà molt bé Hernández Díaz. Alguns atribueixen les fases d'inactivitat a crisis repetides d'una malaltia crònica que el limità fins a desembocar en una mort relativament prematura.
El realisme és l'altra gran aportació de l'estètica de Juan de Mesa. El mossèn Ceballos ho ha destacat amb agudesa en comentar les figures dels sants jesuïtes Diego Kisai, Juan de Goto i Pablo Miki, procedents de la Casa Profesa. Realitzades el 1627 per celebrar la beatificació d'aquests màrtirs japonesos, Mesa s'inspirà en persones reals, aconseguint tres esplèndids retrats, especialment el de l'últim.